# Frontière entre la Pologne et la Slovaquie

Carte de l'Europe, en vert clair, dont la Pologne, en vert foncé.

Carte de l'Europe, en vert clair, dont la Slovaquie, en vert foncé.

La frontière entre la Pologne et la Slovaquie est la frontière terrestre séparant ces deux pays, membres de l'Union européenne. C'est l'une des frontières intérieures de l'espace Schengen. 

## Histoire
La majeure partie de cette frontière date du Moyen Âge : elle séparait alors les royaumes alliés de Pologne (Galicie) et de Hongrie (haute-Hongrie). Au sein de l'empire des Habsbourg, elle séparait les royaumes de Galicie-Lodomérie (royaumes et pays représentés à la Diète d'Empire après 1867) et de Hongrie (pays de la Couronne de Saint-Étienne après 1867). Lors de la dislocation de l'Autriche-Hongrie en 1918, la Tchécoslovaquie déclare son indépendance et la Pologne retrouve la sienne : la frontière actuelle est alors tracée, reprenant globalement l'ancien tracé, sauf dans la région des Tatras où quelques modifications partagent les comitats de Spiš et d'Orava entre les deux nouveaux pays. Lors de l'indépendance slovaque, la Slovaquie remplace la Tchécoslovaquie.

## Géographie
Le mont Rysy, situé dans les Hautes Tatras, sur l'arc extérieur des Carpates occidentales, est le point culminant de la Pologne (2 499,6 mètres), alors que le sommet des Tatras (2 655m) est situé sur le territoire de la Slovaquie.

## Formalités administratives
Les deux États sont signataires des accords de Schengen.

## Passages

### Points de passage ferroviaires
Il y a trois points de passages ferroviaires entre la Pologne et la Slovaquie.
| Code UIC | Gare polonaise | Opérateur | Ligne slovaque | Gare slovaque     | Opérateur | Remarques                          |
| -------- | -------------- | --------- | -------------- | ----------------- | --------- | ---------------------------------- |
| 834      | Zwardoń        | PKP       | 129            | Skalité Serafínov | ŽSR       | Voie unique électrifiée 3 000 V CC |
| 835      | Muszyna        | PKP       | 188            | Plaveč            | ŽSR       | Voie unique électrifiée 3 000 V CC |
| 836      | Łupków         | PKP       | 191            | Medzilaborce      | ŽSR       | Voie unique non électrifiée        |

## Sources